# Kathy Rinaldi
Kathy Rinaldi-Stunkel (Stuart, 24 de março de 1967) é uma ex-tenista profissional estadunidense.
Ao longo da carreira foi top 7 da WTA. Foi semi-finalista de Wimbledon em 1985.